# Hirotaka Uchibayashi
Hirotaka Uchibayashi (japanisch 内林 広高 Uchibayashi Hirotaka; * 27. Juni 1983 in der Präfektur Shiga) ist ein ehemaliger japanischer Fußballspieler.

## Karriere
Uchibayashi erlernte das Fußballspielen in der Schulmannschaft der Kusatsu Higashi High School. Seinen ersten Vertrag unterschrieb er 2002 bei den Gamba Osaka. Der Verein spielte in der höchsten Liga des Landes, der J1 League. 2002 wechselte er zum Zweitligisten Ventforet Kofu. Für den Verein absolvierte er fünf Ligaspiele. Danach spielte er bei den Rosso Kumamoto und MIO Biwako Kusatsu. Ende 2009 beendete er seine Karriere als Fußballspieler.